# Climbach (Allendorf/Lumda)
Climbach ist ein Ortsteil der Stadt Allendorf (Lumda) im mittelhessischen Landkreis Gießen.

## Geographie
Der Ort liegt 2 km südlich des Hauptortes in Mittelhessen am Homberg und ist von Wald umgeben.

## Ortsgeschichte

### Mittelalter
Der Ritter Walter von Nordeck zur Rabenau und seine Frau Lucardis schenkten 1267 dem Deutschen Orden Marburg Güter zu Treis an der Lumda, Seilbach, Antreff, „Clincbach“ und Odenhausen. Der Deutsche Orden bezog 1375 Einkünfte von einem Gut und Garten zu Climbach.
1282/83 gehörte der Zehnte zu „Climpach“ als eppsteinisches Lehen der Herren von Nordeck. In der ersten Hälfte des 14. Jahrhunderts war der halbe Zehnte abzgl. einem Zwölftel eppstein. Lehen des Gerlachs von Londorf.
1339 schenkte Konrad der Heimbürger von Treis an Lumda dem Deutschen Orden seine Güter zu Climbach. 
Gieselbert von Nordeck trug dem Erzstift Mainz 1334 Gefälle von seinen Gütern in Climbach zu Lehen auf.
Der Wandel des Ortsnamens von „Clincbach“ (1267) zu „Climpach“ (1282/83), der in einem Kopiar aus der Zeit von 1290 bis 1306 überliefert ist, geschieht aufgrund einer phonetischen Assimilation. Die ursprüngliche Wortbedeutung ist ein Appellativum von ahd. „klingo“ zu nhd. „klingen“. Das bedeutet so viel wie „klingender (rauschender Bach)“. Der Gewässername „Klingenbach“ ist häufig.

### Neuzeit
Die Evangelisch-lutherische Kirche wurde 1783 als Fachwerkkirche errichtet.
Die Statistisch-topographisch-historische Beschreibung des Großherzogthums Hessen berichtet 1830 über Climbach:

„Climbach (L. Bez. Grünberg) evangel. Filialdorf; liegt 2 1⁄4 St. von Grünberg, und gehört der Freiherrl. Familie von Nordeck zur Rabenau. Der Ort hat 34 Häuser, 203 evangel. Einw., unter denen 13 Bauern, 3 Handwerker, und Viele sind, welche Handel mit irdenem Geschirr treiben, sodann 1 Kirche, und 1 Schulhaus. Climbach gehörte im 15. Jahrhundert zur Londorfer Mark. Die Polizeigerechtsame sind 1822 an den Staat abgetreten worden.“

Hessische Gebietsreform (1970–1977)
Im Zuge der Gebietsreform in Hessen wurde die bis dahin selbständige Gemeinde Climbach zum 31. Dezember 1971 auf freiwilliger Basis in die Stadt Allendorf (Lumda) eingegliedert.
Für den Ortsteil Climbach wurde ein Ortsbezirk gebildet.

### Verwaltungsgeschichte im Überblick
Die folgende Liste zeigt die Staaten und Verwaltungseinheiten, denen Climbach  angehört(e):
- 1500: Heiliges Römisches Reich, Amt und Stadtgericht Allendorf/Lumda
- vor 1567 Heiliges Römisches Reich, Landgrafschaft Hessen, Patrimonialgericht Londorf
- ab 1567: Heiliges Römisches Reich, Landgrafschaft Hessen-Marburg, Amt Allendorf/Lumda, Gericht Londorf der Freiherren Nordeck zur Rabenau[15]
- 1604–1648: Heiliges Römisches Reich, strittig zwischen Landgrafschaft Hessen-Darmstadt und Landgrafschaft Hessen-Kassel (Hessenkrieg)
- ab 1604: Heiliges Römisches Reich, Landgrafschaft Hessen-Darmstadt, Oberfürstentum Hessen, Amt Allendorf/Lumda, Gericht Londorf
- ab 1806: Großherzogtum Hessen,[Anm. 2] Fürstentum Oberhessen, Amt Allendorf/Lumda, Gericht Londorf[16][17]
- ab 1815: Großherzogtum Hessen, Provinz Oberhessen, Amt Allendorf/Lumda, Gericht Londorf
- ab 1821: Großherzogtum Hessen, Provinz Oberhessen, Landratsbezirk Grünberg[Anm. 3]
- ab 1832: Großherzogtum Hessen, Provinz Oberhessen, Kreis Grünberg
- ab 1837: Großherzogtum Hessen, Provinz Oberhessen, Kreis Gießen
- ab 1848: Großherzogtum Hessen, Regierungsbezirk Gießen
- ab 1852: Großherzogtum Hessen, Provinz Oberhessen, Kreis Gießen
- ab 1867: Norddeutscher Bund[Anm. 4], Großherzogtum Hessen, Provinz Oberhessen, Kreis Gießen
- ab 1871: Deutsches Reich, Großherzogtum Hessen, Provinz Oberhessen, Kreis Gießen
- ab 1918: Deutsches Reich (Weimarer Republik), Volksstaat Hessen, Provinz Oberhessen, Kreis Gießen
- ab 1938: Deutsches Reich, Volksstaat Hessen, Landkreis Gießen[18][Anm. 5]
- ab 1945: Amerikanische Besatzungszone,[Anm. 6] Groß-Hessen, Regierungsbezirk Darmstadt, Landkreis Gießen
- ab 1946: Amerikanische Besatzungszone, Land Hessen, Regierungsbezirk Darmstadt, Landkreis Gießen
- ab 1949: Bundesrepublik Deutschland, Land Hessen, Regierungsbezirk Darmstadt, Landkreis Gießen
- ab 1972: Bundesrepublik Deutschland, Land Hessen, Regierungsbezirk Darmstadt, Landkreis Gießen, Stadt Allendorf (Lda.)[Anm. 7]
- ab 1977: Bundesrepublik Deutschland, Land Hessen, Regierungsbezirk Darmstadt, Lahn-Dill-Kreis, Stadt Allendorf (Lumda)
- ab 1979: Bundesrepublik Deutschland, Land Hessen, Regierungsbezirk Darmstadt, Landkreis Gießen, Stadt Allendorf (Lumda)
- ab 1981: Bundesrepublik Deutschland, Land Hessen, Regierungsbezirk Gießen, Landkreis Gießen, Stadt Allendorf (Lumda)

### Gerichte seit 1803
In der Landgrafschaft Hessen-Darmstadt wurde mit Ausführungsverordnung vom 9. Dezember 1803 das Gerichtswesen neu organisiert. Für die Provinz Oberhessen wurde das Hofgericht Gießen als Gericht der zweiten Instanz eingerichtet. Die Rechtsprechung der ersten Instanz wurde durch die Ämter bzw. Standesherren vorgenommen und somit war für Climbach das „Patrimonialgericht der Freiherren  Nordeck zur Rabenau“ in Londorf zuständig.
Das Hofgericht war für normale bürgerliche Streitsachen Gericht der zweiten Instanz, für standesherrliche Familienrechtssachen und Kriminalfälle die erste Instanz. Übergeordnet war das Oberappellationsgericht Darmstadt.
Mit der Gründung des Großherzogtums Hessen 1806 wurde diese Funktion beibehalten, während die Aufgaben der ersten Instanz 1821 im Rahmen der Trennung von Rechtsprechung und Verwaltung auf die neu geschaffenen Land- bzw. Stadtgerichte übergingen. 1822 traten die Freiherren Nordeck zur Rabenau ihre Rechte am Patrimonialgericht Londorf an das Großherzogtum Hessen ab. „Landgericht Grünberg“ war daher von 1822 bis 1879 die Bezeichnung für das erstinstanzliche Gericht das für Climbach zuständig war.
Am 1. Oktober 1879 erfolgte aufgrund des Gerichtsverfassungsgesetzes die Umbenennung in Amtsgericht Grünberg und die Zuteilung zum Bezirk des neu errichteten Landgerichts Gießen. Des Weiteren wurde Climbach an das Amtsgericht Gießen abgetreten.
Am 1. Juli 1968 erfolgte die Auflösung des Amtsgerichts Grünberg, Climbach wurde dem Amtsgericht Gießen zugelegt.
Zwischen dem 1. Januar 1977 und 1. August 1979 trug das Gericht den Namen „Amtsgericht Lahn-Gießen“, der mit der Auflösung der Stadt Lahn wieder in „Amtsgericht Gießen“ umbenannt wurde. In der Bundesrepublik Deutschland sind die übergeordneten Instanzen das Landgericht Gießen, das Oberlandesgericht Frankfurt am Main sowie der Bundesgerichtshof als letzte Instanz.

## Bevölkerung

### Einwohnerstruktur 2011
Nach den Erhebungen des Zensus 2011 lebten am Stichtag dem 9. Mai 2011 in Climbach 588 Einwohner. Darunter waren 18 (3,1 %) Ausländer.
Nach dem Lebensalter waren 120 Einwohner unter 18 Jahren, 228 zwischen 18 und 49, 120 zwischen 50 und 64 und 123 Einwohner waren älter.
Die Einwohner lebten in 240 Haushalten. Davon waren 45 Singlehaushalte, 78 Paare ohne Kinder und 90 Paare mit Kindern, sowie 21 Alleinerziehende und 3 Wohngemeinschaften. In 51 Haushalten lebten ausschließlich Senioren und in 153 Haushaltungen lebten keine Senioren.

### Einwohnerentwicklung
| Quelle: Historisches Ortslexikon |                                                          |
| • 1577:                          | 015 Hausgesesse                                          |
| • 1669:                          | 033 Seelen                                               |
| • 1742:                          | 028 Untertanen, 8 Junge Mannschaften, kein Beisasse/Jude |
| • 1800:                          | 134 Einwohner                                            |
| • 1806:                          | 153 Einwohner, 30 Häuser                                 |
| • 1829:                          | 203 Einwohner, 34 Häuser                                 |
| • 1867:                          | 227 Einwohner, 47 Häuser                                 |

| Climbach: Einwohnerzahlen von 1800 bis 2020 | Climbach: Einwohnerzahlen von 1800 bis 2020 | Climbach: Einwohnerzahlen von 1800 bis 2020 | Climbach: Einwohnerzahlen von 1800 bis 2020 | Climbach: Einwohnerzahlen von 1800 bis 2020 |
| --- | ------------------------------------------- | ------------------------------------------- | ------------------------------------------- | ------------------------------------------- |
| Jahr |                                             |                                             |                                             | Einwohner                                   |
| 1800 | 1800                                        |                                             | 153                                         | 153                                         |
| 1806 | 1806                                        |                                             | 153                                         | 153                                         |
| 1829 | 1829                                        |                                             | 203                                         | 203                                         |
| 1834 | 1834                                        |                                             | 205                                         | 205                                         |
| 1840 | 1840                                        |                                             | 259                                         | 259                                         |
| 1846 | 1846                                        |                                             | 293                                         | 293                                         |
| 1852 | 1852                                        |                                             | 293                                         | 293                                         |
| 1858 | 1858                                        |                                             | 262                                         | 262                                         |
| 1864 | 1864                                        |                                             | 232                                         | 232                                         |
| 1871 | 1871                                        |                                             | 232                                         | 232                                         |
| 1875 | 1875                                        |                                             | 226                                         | 226                                         |
| 1885 | 1885                                        |                                             | 223                                         | 223                                         |
| 1895 | 1895                                        |                                             | 234                                         | 234                                         |
| 1905 | 1905                                        |                                             | 252                                         | 252                                         |
| 1910 | 1910                                        |                                             | 242                                         | 242                                         |
| 1925 | 1925                                        |                                             | 247                                         | 247                                         |
| 1939 | 1939                                        |                                             | 240                                         | 240                                         |
| 1946 | 1946                                        |                                             | 363                                         | 363                                         |
| 1950 | 1950                                        |                                             | 375                                         | 375                                         |
| 1956 | 1956                                        |                                             | 341                                         | 341                                         |
| 1961 | 1961                                        |                                             | 336                                         | 336                                         |
| 1967 | 1967                                        |                                             | 388                                         | 388                                         |
| 1980 | 1980                                        |                                             | ?                                           | ?                                           |
| 1990 | 1990                                        |                                             | ?                                           | ?                                           |
| 2000 | 2000                                        |                                             | ?                                           | ?                                           |
| 2011 | 2011                                        |                                             | 588                                         | 588                                         |
| 2014 | 2014                                        |                                             | 581                                         | 581                                         |
| 2020 | 2020                                        |                                             | 552                                         | 552                                         |
| Datenquelle: Historisches Gemeindeverzeichnis für Hessen: Die Bevölkerung der Gemeinden 1834 bis 1967. Wiesbaden: Hessisches Statistisches Landesamt, 1968. Weitere Quellen: LAGIS; Stadt Allendorf: Einwohnerzahlen.; Zensus 2011 |                                             |                                             |                                             |                                             |

### Historische Religionszugehörigkeit
| • 1829: | 203 evangelische Einwohner                    |
| • 1895: | 221 evangelische Einwohner                    |
| • 1961: | 288 evangelische und 48 katholische Einwohner |

### Historische Erwerbstätigkeit
1961 waren Erwerbspersonen in folgenden Bereichen tätig: 41 Land- und Forstwirtschaft, 81 Produzierendes Gewerbe, 23 Handel, Verkehr und Nachrichtenübermittlung, 9 Dienstleistungen und Sonstiges.

## Politik
Für den Stadtteil Climbach besteht ein Ortsbezirk (Gebiete der ehemaligen Gemeinde Climbach) mit Ortsbeirat und Ortsvorsteher nach der Hessischen Gemeindeordnung.
Der Ortsbeirat besteht aus fünf Mitgliedern. Bei den Kommunalwahlen in Hessen 2021 betrug die Wahlbeteiligung zum Ortsbeirat 68,94 %. Dabei wurden gewählt: zwei Mitglieder der SPD, zwei Mitglieder der „Freien Wähler Climbach“ und ein Mitglied der Liste FDP/BfA (Bürger für Allendorf). Der Ortsbeirat wählte Gernot Schäfer (SPD) zum Ortsvorsteher.

## Kultur und Sehenswürdigkeiten
In Climbach gibt es:
- ein Bürgerhaus
- eine Evangelisch-lutherische Kirche
- einen Sportplatz
- eine Waldbühne